# Adolph Brockenhuus-Schack
Adolph Ludvig greve Brockenhuus-Schack (født 28. september 1854 på Giesegård, død 7. august 1938) var en dansk kammerherre, hofjægermester og godsejer, bror til Frands, Ludvig og Aage Brockenhuus-Schack.
Han var søn af kammerherre, greve Knud Brockenhuus-Schack til stamhuset Giesegaard og hustru Sophie von Lowzow og ejede Giesegård, Gram Slot og Nybøl. Han var kurator for Vemmetofte adelige Jomfrukloster. Han var Kommandør af 2. grad af Dannebrog og Dannebrogsmand.
18. juli 1879 ægtede han Agnes Basse Fønss (død 1918), datter af kammerherre Niels Basse Fønss til stamhuset Hindsgavl og hustru Fanny f. von Lowzow. I andet ægteskab giftede han sig med Christine f. Mathiesen, datter af pastor emeritus Mathiesen. Han havde sønnerne Frederik og Knud Brockenhuus-Schack.

## Galleri
- Gravsted i Gram Slotspark